# Teresa Morais
Maria Teresa da Silva Morais (Lisboa, 21 de julho de 1959) é uma jurista, assistente universitária e política portuguesa. Atualmente é Vice-Presidente da Assembleia da República. Anteriormente, foi ministra da Cultura, Igualdade e Cidadania do XX Governo Constitucional de Portugal de Pedro Passos Coelho.

## Biografia
É licenciada e mestre em Direito pela Faculdade de Direito da Universidade de Lisboa. 
Beneficiou, enquanto investigadora, da condição de bolseira da Comissão Nacional para as Comemorações dos Descobrimentos Portugueses (1989-1990) e da Junta Nacional de Investigação Científica e Tecnológica (1993-1994). 
Foi docente assistente da Faculdade de Direito da Universidade de Lisboa (Ciências Histórico-Jurídicas) e lecionou também em diversas instituições de ensino superior particulares — Universidade Moderna de Lisboa (1990-2002), Instituto de Estudos Superiores Financeiros e Fiscais (1993-1994) e, atualmente, na Faculdade de Direito da Universidade Lusíada de Lisboa.
Inscrita na Ordem dos Advogados Portugueses, foi advogada entre 1984 e 1987, e assessora jurídica da Presidência do Conselho de Ministros (X Governo Constitucional), até 1991. 
Militante do Partido Social-Democrata, foi eleita deputada à Assembleia da República nas IX (2002-2005) e XI (2009-2011) legislaturas, tendo sido vice-presidente do grupo parlamentar do PSD. 
Em 2011, foi nomeada Secretária de Estado dos Assuntos Parlamentares e da Igualdade no XIX Governo Constitucional, até 2015, altura em que assumiu a pasta de Ministra da Cultura, Igualdade e Cidadania do XX Governo Constitucional.
Durante a XIII Legislatura, foi membro da Comissão Parlamentar de Defesa Nacional, da Comissão de Assuntos Constitucionais, Direitos, Liberdade e Garantias (suplente) e membro da Delegação Portuguesa na União Inter-Parlamentar, integrando a Comissão Democracia e Direitos Humanos e o Conselho Diretivo.
Foi Vice-Presidente do PSD, membro da Comissão Política Permanente liderada por Pedro Passos Coelho.

A 27 de março de 2024, no início da XVI Legislatura, foi eleita Vice-Presidente da Assembleia da República.